# Слободно бацање
Слободно бацање, или шут за прекршај, колоквијално слободњак, су покушаји да се у кошарци постигну поени шутем  иза линије слободног бацања (неформално позната као линија прекршаја), линије на крају простора зоне. Слободна бацања се досуђују након прекршаја противничке екипе. Сваки погодак вреди један поен. 

## Када се додељују слободна бацања
Слободно бацање
Постоје многе ситуације када се слободна бацања могу доделити.
Први и најчешћи је када је играч фаулиран док је шутирао. Ако играч промаши погодак за време прекршаја, играч добија два или три слободна бацања у зависности од тога да ли је шут испред или иза линије од три поена. Ако, упркос прекршају, играч и даље направи покушај, број слободних бацања се смањује на један, а кош се рачуна. Ово је познато као игра од три или четири поена, у зависности од вредности постигнутог коша.
Други је када је екипа у бонусу. Ово се дешава када, у једном периоду, тим изврши одређени број грешака, без обзира на то да ли је у току шута или не. У ФИБА, (В) НБА и НЦАА женској утакмици, лимит је четири прекршаја по кварталу; у НБА, почевши од петог прекршаја (четврти у продужетку), или другог у последња 2 минута ако екипа има мање од 5 прекршаја, противничка екипа добија два слободна бацања. У ВНБА-и, фаулирани играч баца два слободна бацања, почевши са петим прекршајем противника (четврти у продужетку), или прекршај другог тима у посљедњем минуту ако је тај тим починило испод 5 прекршаја у периоду (4 у продужетку). У ФИБА и НЦАА женској кошарци, прекршени играч такође шутира два слободна бацања почевши од петог прекршаја противника у периоду, с обзиром на то да се грешке тима добијају из четвртог периода на, јер су сви продужеци исте за његову грешку. У НЦАА мушкој кошарци, почевши од седмог прекршаја полувремена, додељује се једно слободно бацање; ако играч направи слободно бацање, друга се даје. Ово се зове "један-и-један". Почевши од десетог прекршаја полувремена, додељују се два слободна бацања. Поред тога, прековремени рад се сматра продужетком другог полувремена у сврху нагомиланих грешака екипе. Слободна бацања се не додељују за офанзивне прекршаје (најчешће наплаћивање прекршаја), чак и ако је екипа у бонусу.
Ако је играч повријеђен након прекршаја и не може шутирати бацања, офанзивни тим може одредити било којег играча са клупе да пуца на место повређеног играча на колеџу; у НБА, противничка екипа одређује играча да пуца, а повређени играч не може да се врати, осим ако је прекршај почињен флагрантним бројем 2, у ком случају и његов тим такође може да изабере стрелца. Ако играч који је прекршио прекршај изузме прекршај и почне или учествује у борби, и избаци се из игре, он или она не смеју узети своја слободна бацања, а противнички тим ће изабрати замену стрелца. У свим другим околностима, прекршени играч мора пуцати на своје властите прекршајне ударце.
Коначно, ако судија сматра да је прекршај екстремно агресиван, или да није показао покушај да се игра лоптом, судија може да позове још озбиљнији прекршај, познат као "неспортска грешка" у међународној утакмици или "флагрантан прекршај". у кошарци НБА и НЦАА. Овај прекршај се наплаћује против играча (и у зависности од тежине прекршаја, може се чак и избацити), а противник добија два слободна бацања и посед лопте након тога. 

## Процедура
Начин извођења
Слободна бацања су организована у процесији. Стрелац заузима своје место иза линије слободног бацања (5,8 m (19 ft) од основне линије, 4,6 m (15 ft) од корпе). Сви остали играчи морају стајати на исправним местима све док лопта не напусти руке стрелца: до четири особе у НЦАА правилима и три особе у ФИБА правилима [2] из одбрамбеног тима и двије особе из стрељачког тима поравнајте се дуж страна ограниченог подручја (кључаоница, боја, трака). Ови играчи су обично они који одбијају лопту. Три линије на свакој страни. Одбрамбени играч увек заузима место најближе кошу.
Преостали играчи морају остати иза линије од три тачке и "продужена линија слободног бацања" (замишљена линија продужена од линије слободног бацања у оба смера до маргинама).
Напуштање одређених места пре него што лопта напусти шутерске руке или омета лопту, представљају повреде. Поред тога, стрелац мора ослободити лопту у року од пет секунди (десет секунди у Сједињеним Државама) и не смије стати на или изнад линије слободног бацања док лопта не дотакне обруч. Играчима је, међутим, дозвољено да скачу док покушавају слободно бацање, под условом да не напусте одређено подручје у било којем тренутку. Кршење од стране стрелца поништава слободно бацање; кршење од стране одбране резултира заменом слободног бацања ако је стрелац промашио; кршење од стране офанзивне екипе или пуцањ који у потпуности промаши обруч доводи до губитка поседа одбрамбеном тиму (само ако је на последњем слободном бацању).
Према правилима ФИБА-е, ако стрелац не почини прекршај, а лопта иде у кош, покушај је успешан, без обзира на прекршаје које је починио не-стрелац.